# 賀静
賀静（がしょう、仁和3年（887年）- 康保4年1月9日（967年2月20日））は、平安時代中期の天台宗の僧侶。
平安京左京出身で安部氏の出と言われている。延暦寺の仁観に弟子入りしてその没後に護念院を譲られた。長年宮中で内供奉を務め、天徳4年（960年）に内裏が焼失した直後には毘沙門天法を修するなど功績も多く、康保2年（965年）には権律師・法性寺座主に、翌年には律師に任じられたため「護念院律師」とも称された。ところが、天台座主の地位を25歳年下の良源と争うが敗れ、その衝撃で病に倒れて僧綱の記録によれば康保4年1月9日に81歳で没したとされている。
そのため、死後には怨霊になって良源を保護していた藤原北家九条流に祟ったと言われ、『小右記』長和5年5月7日（1015年5月27日）条には、当時の三条天皇（九条流兼家の外孫）の眼病は藤原元方と賀静の怨霊によるものであると記されている。当時の朝廷はこれを深刻に受け止め、同年6月19日（7月7日）には賀静に対して僧正法印大和尚が追贈された（『百錬抄』など）。
なお、『大鏡』などで数々の祟りをなしたとされる桓算のモデルであるとも言われている。